# 砂川市
砂川市（日语：／ Sunagawa shi */?）是位於北海道空知綜合振興局轄下的一個城市，位於石狩川和空知川匯合處的南邊。當地市民平均可利用公園面積是全日本最大。砂川市過去曾經以煤礦產業而繁榮，目前由於市區內有許多口碑好的點心店，因此推出了「砂川甜蜜道路」（Sweet Road）的宣傳口號。當地以農業和物流業為主。
名稱源自阿伊努語的「ota-us-nay」，意思是砂多的河川，指的是轄區內的上歌志內川；而位於上歌志內川上游的歌志內市的名稱也是源自相同的阿伊努語，不同的是歌志內市為採用此字的發音命名。

## 人口
| 砂川市人口分布圖 |                                               |  |
| 砂川市與日本全國年齡別人口分布比較圖 （2005年資料） | 砂川市的年齡、男女別人口分布圖 （2005年資料） |  |
| ■紫色是砂川市 ■綠色是全国 | ■藍色是男性 ■紅色是女性                       |  |
| 砂川市人口變化 \| 1970年 \| 27,184人 \| \| \| 1975年 \| 26,023人 \| \| \| 1980年 \| 25,355人 \| \| \| 1985年 \| 24,829人 \| \| \| 1990年 \| 23,152人 \| \| \| 1995年 \| 21,722人 \| \| \| 2000年 \| 21,072人 \| \| \| 2005年 \| 20,068人 \| \| \| 2010年 \| 19,057人 \| \| \| 2015年 \| 17,694人 \| \| \| 2020年 \| 16,486人 \| \| |                                               |  |
| 資料來源：日本總務省統計中心提供之人口普查數據 |                                               |  |
| 1970年 | 27,184人                                      |  |
| 1975年 | 26,023人                                      |  |
| 1980年 | 25,355人                                      |  |
| 1985年 | 24,829人                                      |  |
| 1990年 | 23,152人                                      |  |
| 1995年 | 21,722人                                      |  |
| 2000年 | 21,072人                                      |  |
| 2005年 | 20,068人                                      |  |
| 2010年 | 19,057人                                      |  |
| 2015年 | 17,694人                                      |  |
| 2020年 | 16,486人                                      |  |

## 歷史
砂川最早的開發是由於1886年剛上任的北海道廳長官岩村通俊為了加強上川地方的開發，決定從岩見澤建立一條道路，穿越當時還是原始林的地區，通往忠別太（旭川）。而隔年的1887年歌志內煤礦也開始營運，使得現在的砂川成為通往忠別太和歌志內的交通據點，於是人口逐漸開始成長。直到1890年，北海道廳正式在此設置村級行政區劃。
為了將歌志內地區所開採出來的煤礦運出，在1891年完成了岩見澤與歌志內之間的鐵路，並在此設置了砂川車站，並成為砂川地區主要的聚落中心。同時北海道廳也開始將附近的土地規劃租貸給農民，吸引了農民進入此地進行開發。
二次世界大戰結束後，砂川設置了東洋高壓（後已併入三井化學）北海道工業所，開始生產硫酸銨。隨著東洋高壓的成長，也逐漸帶動砂川的發展，在東洋高壓的極盛時期，在砂川地區的東洋高壓員工及家人曾多達10,000人。1974年，砂川以「溢滿綠色的公園城市」為宣言，開始進行城市的綠化改造；直到1984年，砂川市與全日本其他的19個城市一同被日本環境廳授予「舒適城鎮」的榮譽。

### 年表
- 1886年：北海道廳開始建設岩見澤通往忠別太（旭川）的道路。
- 1890年：設置奈江村。[7]
- 1895年：設置奈江村戶長役場。
- 1897年：歌志內村（包含現在的歌志內市、蘆別市、赤平市）從奈江村分村。
- 1902年4月1日：奈江村成為北海道二級村。
- 1903年8月23日：奈江村改名為砂川村。
- 1907年4月1日：成為北海道一級村。
- 1923年6月1日：改制為砂川町。
- 1944年4月1日：砂川町南部區域分割獨力設置奈井江村（現在的奈井江町）。
- 1949年1月1日：砂川町東部區域分割獨立設置上砂川町。
- 1958年7月1日：改制為砂川市。
- 1984年：獲環境省授予「舒適城鎮」的榮譽，為北海道第一個受此榮譽的城市。[8]

## 交通

### 機場
- 砂川直升機場

### 鐵路
- 北海道旅客鐵道
  - 函館本線：豐沼車站 - 砂川車站

|  |

### 道路

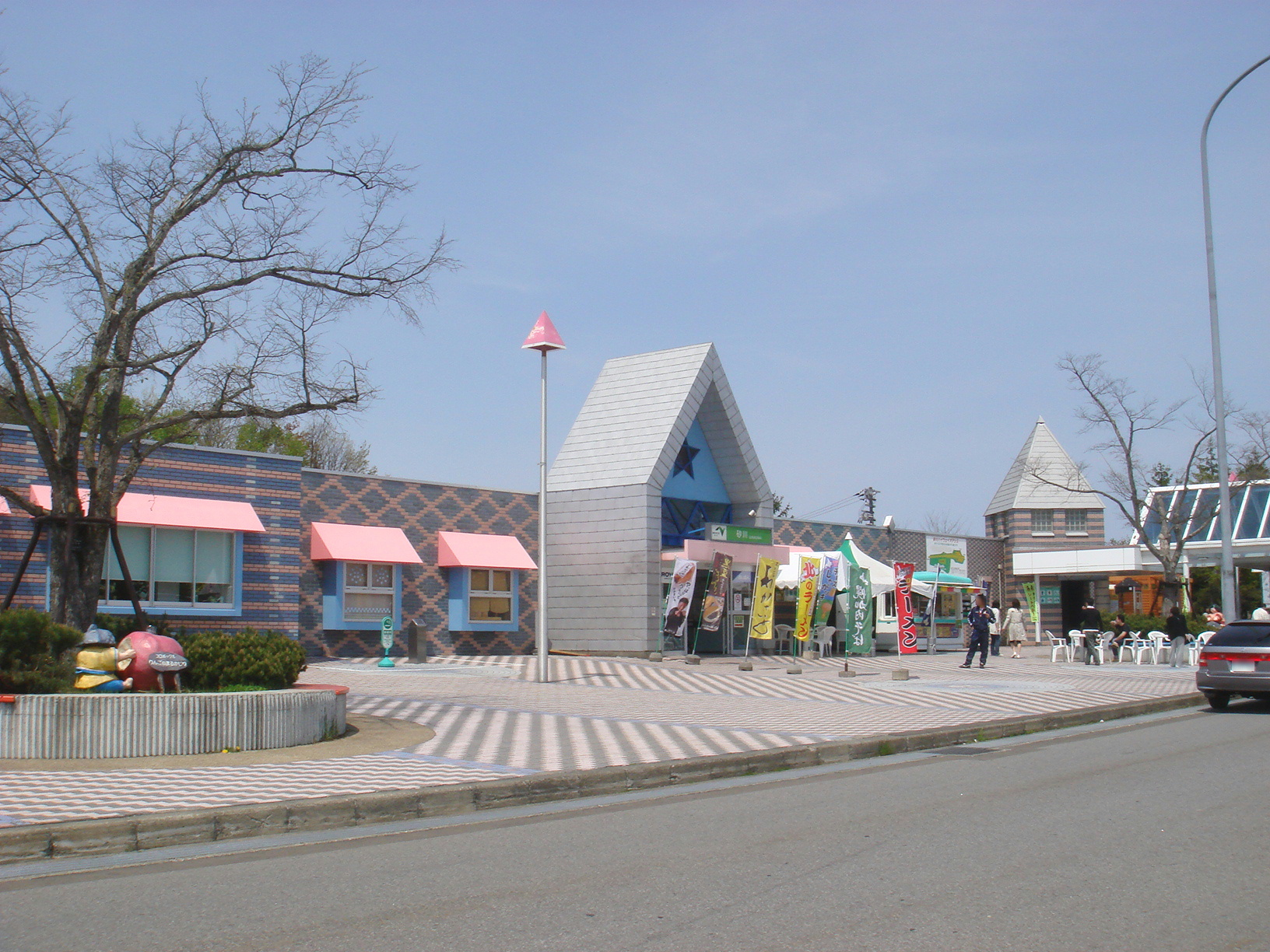
道央自動車道砂川服務區

高速道路
- 道央自動車道：砂川服務區

一般國道
- 國道12號

主要地方道
- 北海道道115號蘆別砂川線

道道
- 北海道道283號砂川新十津川線
- 北海道道322號砂川停車場線
- 北海道道627號文珠砂川線
- 北海道道1027號砂川歌志內線
- 北海道道1130號砂川奈井江美唄線

### 巴士
- 北海道中央巴士
  - 高速瀧川號
  - 瀧岩線 - 往瀧川
  - 瀧蘆線 - 往蘆別、經瀧川、赤平

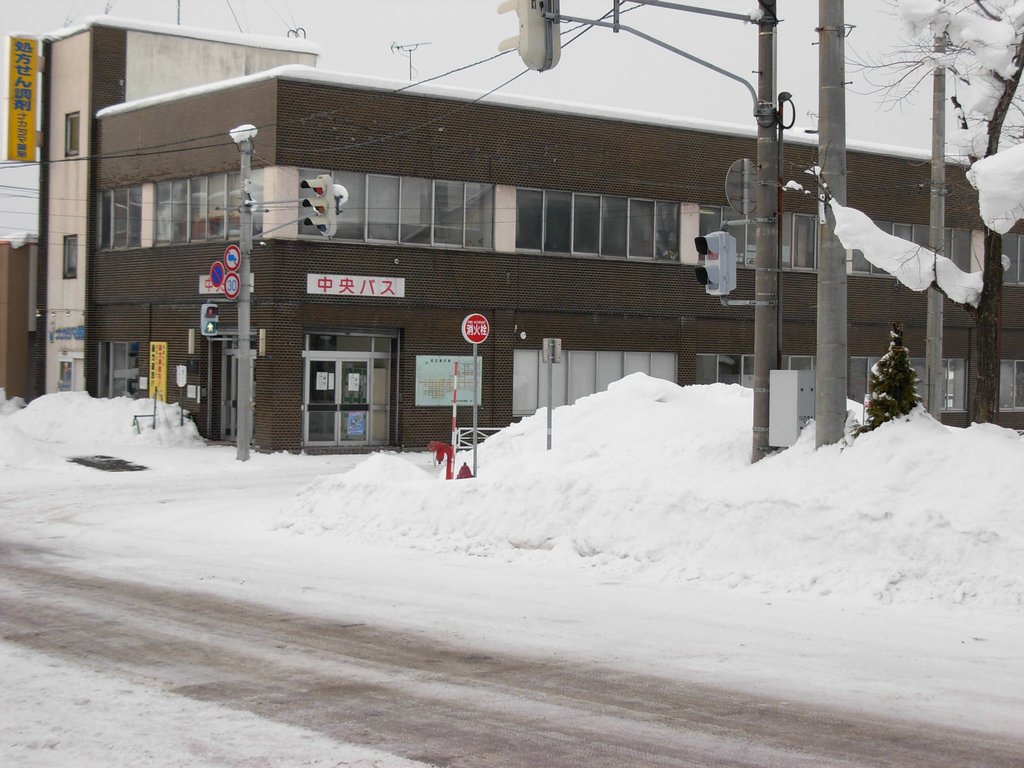
北海道中央巴士砂川車站

  - 歌志內線 - 往瀧川、增上砂川、歌志內、赤平
  - 上砂川線 - 往上砂川
  - 燒山線 - 往歌志內、經燒山
  - 花月砂川線 - 往瀧川、經花月、新十津川

## 教育

### 專門學校
- 砂川市立醫院附屬看護專門學校

### 高等學校
- 道立砂川高等學校 （页面存档备份，存于）

### 中學校
- 砂川市立砂川中學校

### 小學校
| - 砂川市立砂川小學校 - 砂川市立中央小學校 | - 砂川市立豐沼小學校 - 砂川市立北光小學校 | - 砂川市立空知小學校 |

## 本地出身之名人
- 金子誠治：版畫家
- 金田たつえ：歌手
- 長井滿也：職業摔角選手
- 來生孝夫：作曲家
- 栗良平：小説家、「一碗陽春麵」的作者
- 吉澤一彦：朝日電視台播音員

## 外部連結
- （日語）砂川觀光協會 （页面存档备份，存于）
- （日語）砂川甜蜜道路協議會 （页面存档备份，存于）
- （日語）北海道立砂川少年自然之家 （页面存档备份，存于）
- （日語）砂川地區交流中心
- （日語）砂川市立醫院 （页面存档备份，存于）
- （日語）砂川商工會議所
- （日語）砂川青年會議所
- （日語）砂川警察署